# 延岡市立港小学校
延岡市立港小学校（のべおかしりつ みなとしょうがっこう）は、宮崎県延岡市東海町にある公立の小学校。

## 概要
歴史
1875年（明治8年）に創立。現校名となったのは1947年（昭和22年）。2025年（令和7年）に創立150周年を迎える。
校章
桜の花弁を背景にして、中央に校名の「港」の文字を配している。
校歌
1947年（昭和22年）制定。作詞は安田秀雄、作曲は橋本国彦による。歌詞は3番まであり、3番の歌詞中に校名の「港」が登場する。
通学区域
延岡市のうち「東海町、水尻町、神戸町」地区。中学校区は延岡市立東海中学校。

## 沿革
- 1875年（明治8年）4月 - 「第五大学区第二十六番中学東海小学校」と称して創立。
- 1882年（明治15年）4月 - 統合により、「川島小学校 東海分教場」となる。奥東海の船倉に校舎を新築。
- 1887年（明治20年）4月 - 小学校令施行により、簡易科（3年制）を設置の上、「簡易東海小学校」として独立。
- 1889年（明治22年）5月1日 - 町村制施行により、東臼杵郡1町（大武）4村（粟野名・稲葉崎・祝子・川島）が合併の上、「東海村」が発足。
- 1890年（明治23年）- 尋常科（4年制）を設置の上、「尋常東海小学校」に改称。
- 1892年（明治25年）4月 - 「東海尋常小学校」に改称。
- 1908年（明治41年）4月 - 改正小学校令により、尋常科（義務教育年限）が4年制から6年制に改められる。尋常科5年を新設。
- 1909年（明治42年）4月 - 尋常科6年を新設。
- 1911年（明治44年）11月6日 - 現在地に校舎を新築の上、移転を完了。11月6日を創立記念日とする。
- 1936年（昭和11年）
  - 5月 - 「港尋常小学校」に改称（東海→港）。
  - 10月25日 - 東海村が延岡市に編入される。
- 1941年（昭和16年）4月1日 - 国民学校令施行により、「延岡市港国民学校」に改称。尋常科を初等科に改める。
- 1947年（昭和22年）
  - 4月1日 - 学制改革（六・三制の実施）により、国民学校の初等科は、新制小学校「延岡市立港小学校」（現校名）に改組・改称。
  - 9月 - 校歌を制定。
- 1954年（昭和29年）10月 - 鉄筋2階建て校舎が完成。
- 1968年（昭和43年）7月 - プールが完成。
- 1974年（昭和49年）3月 - 体育館が完成。
- 1980年（昭和55年）3月 - 鉄筋4階建て特別教室（4教室）が完成。
- 1983年（昭和58年）12月 - ｢冒険の森」が完成。
- 1984年（昭和59年）9月 - 港みどりの少年団を結成。
- 1993年（平成5年）4月1日 - 延岡市立安井小学校[2]の閉校に伴い、神戸町地区の児童が転入。
- 2003年（平成15年）
  - 4月 - ランチルームでの給食を開始。
  - 10月 - ビオトープが完成。
- 2011年（平成23年）4月 - 放課後子ども教室を開設。
- 2016年（平成28年）3月 - プールを改修。
- 2019年（令和元年）7月 - 港小学校プールでの最後の水泳学習を実施。
- 2021年（令和3年）7月 - 延岡市立浦城小学校での水泳学習を開始。
- 2023年（令和5年）10月 - 通用門（南門）が完成。

## 交通
最寄りのバス停留所
- 宮崎交通バス 「奥東海」停留所

最寄りの幹線道路
- 宮崎県道212号浦城東海線

## 周辺
- 東海神社
- 北川

## 参考資料
- 「延岡市史 下巻」（1983年（昭和58年）2月11日発行, 延岡市）p.133～p.138